# Meadow Lake 105A
Meadow Lake 105A är ett reservat i Kanada.   Det ligger i provinsen Saskatchewan, i den centrala delen av landet, 2 500 km väster om huvudstaden Ottawa.
I omgivningarna runt Meadow Lake 105A växer i huvudsak blandskog. Trakten runt Meadow Lake 105A är nära nog obefolkad, med mindre än två invånare per kvadratkilometer.